# Hohenstein (Hemer)
Hohenstein ist als ein Teil der ehemals selbstständigen Gemeinde Deilinghofen seit dem 1. Januar 1975 ein Ortsteil der Stadt Hemer in Nordrhein-Westfalen.
Hohenstein liegt im südlichen Teil Deilinghofens. Das Wohngebiet grenzt an Deilinghofen im Norden, an Langenbruch im Osten sowie an Hembecke im Süden und Westen.